# Анциферов, Алексей Александрович
Алексей Александрович Анциферов (4 марта 1991, Новосибирск, СССР) — российский и казахстанский хоккеист, левый нападающий.

## Карьера
Алексей Анциферов начал свою профессиональную карьеру в системе клуба «Сибирь». Сезон 2008/2009 начал карьеру в Хоккейном клубе Сибирь. С 2009 по 2010 был в составе Хоккейного клуба Сибирские снайперы. С 2010 по 2011 также был в хоккейном клубе Сибирские Снайперы. .
Затем, в 2011 году перешёл в систему клуба «Барыс». С 2011 по 2012 карьеру продолжил в Барыс, а также Снежние барсы. С 2012 до 2013 был в хоккейном клубе Барыс-2, затем, с 2013 до 2014 был в Барыс, Номад. В 2014 участвовал в чемпионате мира (см. Международная, снизу). С 2014 года по 2015 был в тех же клубах (Барыс и Номад), затем, с 2015 до 2016 начал карьеру Номад и Бейбарыс. 
Только с 2016 до 2019 был в хоккейном клубе «Арлан». 

### Международная
В составе сборной Казахстана, за которую он получил право выступать после принятия казахстанского гражданства принимал участие в чемпионате мира 2014 года, где провёл один матч.